# Sindaci di Campobasso
Di seguito l'elenco cronologico dei sindaci di Campobasso e delle altre figure apicali equivalenti che si sono succedute nel corso della storia.

## Regno di Napoli (1808-1861)
| Periodo | Periodo | Primo cittadino        | Partito | Carica  | Note |
| ------- | ------- | ---------------------- | ------- | ------- | ---- |
| 1808    | 1809    | Vincenzo Grimaldi      |         | Sindaco |      |
| 1809    |         | Michelangelo Mascilli  |         | Sindaco |      |
| 1809    |         | Giambattista Palombo   |         | Sindaco |      |
| 1810    |         | Nicola Colucci         |         | Sindaco |      |
| 1810    | 1811    | Agostino Sipio         |         | Sindaco |      |
| 1811    | 1815    | Francesco Marsico      |         | Sindaco |      |
| 1815    | 1817    | Giuseppe di Minno      |         | Sindaco |      |
| 1817    | 1822    | Francescopaolo Bellini |         | Sindaco |      |
| 1822    | 1825    | Francesco de Socio     |         | Sindaco |      |
| 1825    | 1826    | Domenico Mazzarotta    |         | Sindaco |      |
| 1826    | 1827    | Gaetano Meale          |         | Sindaco |      |
| 1827    | 1828    | Filippo Mazzarotta     |         | Sindaco |      |
| 1828    | 1832    | Vincenzo Grimaldi      |         | Sindaco |      |
| 1832    | 1833    | Nicola Picucci         |         | Sindaco |      |
| 1833    | 1834    | Paolo Perazzi          |         | Sindaco |      |
| 1834    | 1841    | Giacomo De Marco       |         | Sindaco |      |
| 1841    | 1843    | Crescenzo Marsico      |         | Sindaco |      |
| 1843    | 1845    | Michelangelo Ziccardi  |         | Sindaco |      |
| 1845    | 1846    | Aurelio De Rubertis    |         | Sindaco |      |
| 1846    | 1853    | Eugenio Grimaldi       |         | Sindaco |      |
| 1853    | 1860    | Cesare Palombo         |         | Sindaco |      |
| 1860    | 1861    | Nicola de Luca         |         | Sindaco |      |

## Regno d'Italia (1861-1946)
| Periodo | Periodo | Primo cittadino         | Partito | Carica                   | Note |
| ------- | ------- | ----------------------- | ------- | ------------------------ | ---- |
| 1861    | 1863    | Aurelio de Rubertis     |         | Sindaco                  |      |
| 1863    | 1866    | Achille de Gaglia       |         | Sindaco                  |      |
| 1866    | 1868    | Federico Cerio          |         | Sindaco                  |      |
| 1868    | 1879    | Francesco Frangipani    |         | Sindaco                  |      |
| 1879    | 1882    | Luigi Mascilli          |         | Sindaco                  |      |
| 1882    | 1891    | Francesco Bucci         |         | Sindaco                  |      |
| 1891    | 1894    | Mercurio Magno          |         | Sindaco                  |      |
| 1894    | 1902    | Francesco Bucci         |         | Sindaco                  |      |
| 1902    | 1906    | Vittorino Cannavina     |         | Sindaco                  |      |
| 1906    | 1913    | Eugenio Spetrino        |         | Sindaco                  |      |
| 1913    |         | Domenico Bellini        |         | Sindaco                  |      |
| 1913    |         | Eugenio Spetrino        |         | Prosindaco               |      |
| 1913    | 1917    | Domenico Pistilli       |         | Sindaco                  |      |
| 1917    |         | Alessandro Carlozzi     |         | Sindaco facente funzioni |      |
| 1917    |         | Vincenzo Spensieri      |         | Commissario prefettizio  |      |
| 1917    | 1920    | Gaetano Iamiceli        |         | Sindaco                  |      |
| 1920    | 1923    | Eugenio Grimaldi        |         | Sindaco                  |      |
| 1923    |         | Prospero Sassone        |         | Commissario prefettizio  |      |
| 1923    |         | Giovanni Muffone        |         | Commissario prefettizio  |      |
| 1923    |         | Alfredo di Toro         |         | Commissario prefettizio  |      |
| 1924    |         | Giovanni Muffone        |         | Commissario prefettizio  |      |
| 1924    | 1925    | Alfredo di Toro         |         | Commissario prefettizio  |      |
| 1925    | 1926    | Michelangelo de Sanctis |         | Sindaco                  |      |

Podestà nominati dal governo (1922-1943)
| Periodo | Periodo | Primo cittadino    | Partito | Carica                  | Note |
| ------- | ------- | ------------------ | ------- | ----------------------- | ---- |
| 1926    | 1927    | Renato Pistilli    |         | Podestà                 |      |
| 1927    | 1928    | Antonio Lepore     |         | Commissario prefettizio |      |
| 1928    |         | Renato Pistilli    |         | Podestà                 |      |
| 1928    | 1931    | Nicola Correra     |         | Podestà                 |      |
| 1932    | 1933    | Alberto Florio     |         | Podestà                 |      |
| 1933    |         | Eugenio Maccini    |         | Commissario prefettizio |      |
| 1933    | 1934    | Ettore Campanella  |         | Commissario prefettizio |      |
| 1934    | 1935    | Gaetano Iamiceli   |         | Podestà                 |      |
| 1935    | 1938    | Renato Pistilli    |         | Podestà                 |      |
| 1938    | 1940    | Luigi Florio       |         | Podestà                 |      |
| 1940    | 1943    | Giacinto Carnevale |         | Podestà                 |      |
| 1943    |         | Francesco Orlandi  |         | Commissario prefettizio |      |

Sindaci nominati dal Comitato di Liberazione Nazionale (1943-1946)
| Periodo | Periodo | Primo cittadino       | Partito                        | Carica  | Note |
| ------- | ------- | --------------------- | ------------------------------ | ------- | ---- |
| 1943    | 1946    | Ferruccio Impallomeni | Partito Democratico del Lavoro | Sindaco |      |

## Repubblica italiana (dal 1946)
| Sindaci eletti dal Consiglio comunale (1946-1995)    | Sindaci eletti dal Consiglio comunale (1946-1995) | Sindaci eletti dal Consiglio comunale (1946-1995) | Sindaci eletti dal Consiglio comunale (1946-1995) | Sindaci eletti dal Consiglio comunale (1946-1995) | Sindaci eletti dal Consiglio comunale (1946-1995) | Sindaci eletti dal Consiglio comunale (1946-1995) | Sindaci eletti dal Consiglio comunale (1946-1995) | Sindaci eletti dal Consiglio comunale (1946-1995) |
| Nominativo                                           | Nominativo                                        | Partito                                           | Partito                                           | Partito                                           | Partito                                           | Mandato                                           | Mandato                                           | Elezione                                          |
| Nominativo                                           | Nominativo                                        | Partito                                           | Partito                                           | Partito                                           | Partito                                           | Inizio                                            | Fine                                              | Elezione                                          |
| ---------------------------------------------------- | ------------------------------------------------- | ------------------------------------------------- | ------------------------------------------------- | ------------------------------------------------- | ------------------------------------------------- | ------------------------------------------------- | ------------------------------------------------- | ------------------------------------------------- |
|                                                      | Ferruccio Impallomeni                             |                                                   | Partito Democratico del Lavoro                    | Partito Democratico del Lavoro                    | Partito Democratico del Lavoro                    | 1946                                              | 1947                                              | Elezione 1946                                     |
|                                                      | (Commissario prefettizio)                         | –                                                 | –                                                 | –                                                 | –                                                 | 1947                                              | 1947                                              | –                                                 |
|                                                      | Alessandro De Gaglia                              |                                                   | Democrazia Cristiana                              | Democrazia Cristiana                              | Democrazia Cristiana                              | 1947                                              | 1953                                              | Elezione 1947                                     |
|                                                      | Angelo Martino                                    |                                                   | Indipendente                                      | Indipendente                                      | Indipendente                                      | 1953                                              | 1954                                              | Elezione 1947                                     |
|                                                      | Alessandro De Gaglia                              |                                                   | Democrazia Cristiana                              | Democrazia Cristiana                              | Democrazia Cristiana                              | 1954                                              | 1956                                              | Elezione 1947                                     |
| 1956                                                 | Alessandro De Gaglia                              | 1960                                              | Democrazia Cristiana                              | Democrazia Cristiana                              | Democrazia Cristiana                              | Elezione 1956                                     |                                                   |                                                   |
|                                                      | Alessio Rizzi                                     |                                                   | Indipendente                                      | Indipendente                                      | Indipendente                                      | 1960                                              | 1962                                              | Elezione 1960                                     |
|                                                      | Carlo Vitale                                      |                                                   | Democrazia Cristiana                              | Democrazia Cristiana                              | Democrazia Cristiana                              | 1962                                              | 1964                                              | Elezione 1960                                     |
| 1964                                                 | Carlo Vitale                                      | 1970                                              | Democrazia Cristiana                              | Democrazia Cristiana                              | Democrazia Cristiana                              | Elezione 1964                                     |                                                   |                                                   |
|                                                      | Franco Nucciarone                                 |                                                   | Democrazia Cristiana                              | Democrazia Cristiana                              | Democrazia Cristiana                              | 1970                                              | 1974                                              | Elezione 1970                                     |
|                                                      | Umberto Porzio                                    |                                                   | Indipendente                                      | Indipendente                                      | Indipendente                                      | 1974                                              | 1975                                              | Elezione 1970                                     |
|                                                      | Nunzio Ruta                                       |                                                   | Democrazia Cristiana                              | Democrazia Cristiana                              | Democrazia Cristiana                              | 1975                                              | 1980                                              | Elezione 1975                                     |
|                                                      | Antonio Macchiarola                               |                                                   | Democrazia Cristiana                              | Democrazia Cristiana                              | Democrazia Cristiana                              | 1980                                              | 1980                                              | Elezione 1975                                     |
|                                                      | Gerardo Litterio                                  |                                                   | Democrazia Cristiana                              | Democrazia Cristiana                              | Democrazia Cristiana                              | 1980                                              | 1985                                              | Elezione 1980                                     |
| 1985                                                 | Gerardo Litterio                                  | 11 luglio 1990                                    | Democrazia Cristiana                              | Democrazia Cristiana                              | Democrazia Cristiana                              | Elezione 1985                                     |                                                   |                                                   |
|                                                      | Vittorio Rizzi                                    |                                                   | Democrazia Cristiana                              | Democrazia Cristiana                              | Democrazia Cristiana                              | 11 luglio 1990                                    | 29 settembre 1992                                 | Elezione 1990                                     |
|                                                      | Vincenzo Di Grezia                                |                                                   | Democrazia Cristiana (1992-1994)                  | Democrazia Cristiana (1992-1994)                  | Democrazia Cristiana (1992-1994)                  | 20 ottobre 1992                                   | 24 aprile 1995                                    | Elezione 1990                                     |
|                                                      | Vincenzo Di Grezia                                | Partito Popolare Italiano (1994-1995)             |                                                   |                                                   |                                                   | 20 ottobre 1992                                   | 24 aprile 1995                                    | Elezione 1990                                     |
| Sindaci eletti direttamente dai cittadini (dal 1995) |                                                   |                                                   |                                                   |                                                   |                                                   |                                                   |                                                   |                                                   |
| Nominativo                                           | Nominativo                                        | Partito                                           | Partito                                           | Coalizione                                        | Coalizione                                        | Mandato                                           | Mandato                                           | Elezione                                          |
| Nominativo                                           | Nominativo                                        | Partito                                           | Partito                                           | Coalizione                                        | Coalizione                                        | Inizio                                            | Fine                                              | Elezione                                          |
|                                                      | Augusto Massa                                     |                                                   | Partito Democratico della Sinistra                |                                                   | PDS-PPI-PRC-AD                                    | 24 aprile 1995                                    | 15 giugno 1999                                    | Elezione 1995                                     |
|                                                      | Augusto Massa                                     | Democratici di Sinistra                           |                                                   | DS-PPI-PRC-PdCI-SDI-FdV                           | 15 giugno 1999                                    | 13 giugno 2004                                    | Elezione 1999                                     |                                                   |
|                                                      | Giuseppe Di Fabio                                 |                                                   | Democrazia è Libertà - La Margherita              |                                                   | DS-DL-PRC-UDEUR-SDI-FdV                           | 13 giugno 2004                                    | 7 giugno 2009                                     | Elezione 2004                                     |
|                                                      | Luigi Di Bartolomeo                               |                                                   | Il Popolo della Libertà                           |                                                   | PdL-UdC-UDEUR-MpA                                 | 7 giugno 2009                                     | 26 maggio 2014                                    | Elezione 2009                                     |
|                                                      | Antonio Battista                                  |                                                   | Partito Democratico                               |                                                   | PD-IdV-UdC-PpI-PdCI                               | 26 maggio 2014                                    | 11 giugno 2019                                    | Elezione 2014                                     |
|                                                      | Roberto Gravina                                   |                                                   | Movimento 5 Stelle                                |                                                   | M5S                                               | 11 giugno 2019                                    | 28 settembre 2023                                 | Elezione 2019                                     |
|                                                      | Paola Felice (vicesindaca f.f.)                   |                                                   | Movimento 5 Stelle                                | 28 settembre 2023                                 | M5S                                               | 25 giugno 2024                                    |                                                   | Elezione 2019                                     |
|                                                      | Marialuisa Forte                                  |                                                   | Indipendente                                      |                                                   | PD-M5S-AVS                                        | 25 giugno 2024                                    | in carica                                         | Elezioni 2024                                     |